# Страусопері
Страусопері, оноклеєві (Onocleaceae) — родина папоротеподібних рослин порядку багатоніжкові (Polypodiales).

## Поширення
Представники родини поширені у північних регіонах помірного клімату.
В Україні зустрічається 1 вид.

## Опис
Рослини з диморфними, рідко однаковими листками. Соруси прикриті загнутими краєм листкової пластинки, розташовані по жилках.

## Класифікація
Родина містить 5 видів, що згруповані у 4 роди:
- Matteuccia struthiopteris
- Onoclea sensibilis
- Onocleopsis hintonii
- Pentarhizidium orientale
- Pentarhizidium intermedia